# 布朗希尔
布朗希尔（Brown Hill）是加勒比海岛国圣基茨和尼维斯尼维斯岛西南部中的一座内陆村庄，行政上由圣约翰菲格特里区管辖，位于菲格特里和巴斯之间。